# 7 Pułk Pontonowy
7 pułk pontonowy (7 ppont) – oddział Wojsk Inżynieryjnych Sił Zbrojnych PRL.

## Historia pułku
7 pułk pontonowy został sformowany na podstawie rozkazu Nr 0043/Org. Ministra Obrony Narodowej z dnia 17 maja 1951 roku, w Płocku, według etatu Nr 13/36 ciężkiego pułku pontonowego z 23 marca 1951 roku o stanie 800 wojskowych (83 oficerów, 186 podoficerów i 531 szeregowców) oraz 34 pracowników cywilnych. Pułk został zorganizowany na bazie dwóch kompanii pontonowych i plutonu technicznego, wydzielonych ze składu 1 pułku pontonowego w Brzegu i 3 pułku pontonowego we Włocławku.
Podstawowym wyposażeniem oddziału była ½ ciężkiego specjalnego parku pontonowego PS-19 (ros. специальный парк понтонный тяжелый СП-19), który był konstrukcją wprowadzoną w 1939 roku do Armii Radzieckiej.
Na podstawie rozkazu Nr 0087/Org. Ministra Obrony Narodowej z dnia 12 grudnia 1952 roku jednostka została przeformowana, w terminie do 20 stycznia 1953 roku, na etat Nr 13/45 zmotoryzowanego pułku pontonowego i przemianowana na 7 Zmotoryzowany Pułk Pontonowy. Stan osobowy pułku został zredukowany o 49% i liczył 407 żołnierzy. Skadrowano jeden batalion pontonowy i jedną kompanię w drugim batalionie.
W latach 1952–1956 żołnierze pułku wzięli udział w rozminowaniu miast i powiatów: Płock, Sierpc, Ciechanów, Płońsk, Sandomierz, Opatów, Staszów, Busko Zdrój, Kazimierz Dolny, Pińczów, Jędrzejów, Włoszczowa, Opoczno, Lipsko, Starachowice, Kielce, Przysucha, Radom, Kozienice, Końskie, Garwolin, Łuków i Puławy.
Na podstawie rozkazu Nr 0047/Org. Ministra Obrony Narodowej z dnia 30 października 1956 roku jednostka została przeformowana, w terminie do dnia 20 grudnia 1956 roku, na etat Nr 13/67 o stanie 405 żołnierzy. Jednocześnie zmieniono nazwę oddziału na „7 Pułk Pontonowy”.
Na podstawie rozkazu Nr 031/Org. Ministra Obrony Narodowej z dnia 19 kwietnia 1957 roku dowódca Warszawskiego Okręgu Wojskowego, w terminie do dnia 15 sierpnia 1957 roku, przeformował jednostkę na etat Nr 13/78 pułku pontonowego o stanie 576 żołnierzy. Drugi batalion pontonowy został również całkowicie skadrowany. Jednocześnie pułk został dyslokowany z Płocka do Dęblina.
W 1960 roku jednostka została przeformowana na etat Nr 13/100 pułku pontonowego o stanie 737 żołnierzy. Na wyposażeniu oddziału znajdował się park pontonowy TPP (ros. Тяжёлый понтонный парк ТПП), 12 kutrów holowniczych, 24 pływające transportery gąsienicowe K-61 (ros. гусеничный плавающий транспортёр K-61), 6 amfibi MAW (ros. малый автомобиль водоплавающий) i 4 amfibie BAW (ros. большой автомобиль водоплавающий).
Latem 1964 roku jednostka została przeformowana na etat Nr 13/117 pułku pontonowego Warszawskiego Okręgu Wojskowego o stanie 779 żołnierzy. Na wyposażeniu pułku, obok wspomnianych wyżej pojazdów, znalazły się także dwa samobieżne promy gąsienicowe K-71 (ros. Гусеничный самоходный паром K-71).
W czasie wojny pułk przechodził w bezpośrednie podporządkowanie Dowództwa Frontu. Pułk był jednostką mobilizującą. Zgodnie z planem mobilizacyjnym formował 111 Batalion Desantowo-Przeprawowy dla 4 Armii.
Na podstawie zarządzenia Nr 011/Org. szefa Sztabu Generalnego WP z dnia 13 września 1966 roku jednostka została przeformowana w 7 Pułk Pontonowy Wojsk Obrony Wewnętrznej.
Na podstawie rozkazu Nr 024/Org. Ministra Obrony Narodowej z dnia 23 maja 1972 roku jednostka została przeformowana, w terminie do dnia 1 stycznia 1973 roku, na nowy etat z jednoczesną zmianą nazwy na „7 Pułk Pontonowy”.
Na podstawie rozkazu Nr 017/Org. Ministra Obrony Narodowej z dnia 29 września 1985 roku jednostka została przeformowana, w terminie do dnia 1 stycznia 1986 roku, na nowy etat z jednoczesną zmianą nazwy na „7 Pułk Pontonowo-Techniczny OT”.
Na podstawie zarządzenia Nr 013/Org. szefa Sztabu Generalnego WP z dnia 28 stycznia 1989 roku pułk, w terminie do dnia 1 stycznia 1990 roku, został przeformowany w 7 Ośrodek Przechowywania Sprzętu.
Z dniem 1 maja 1995 roku w Dęblinie na bazie 7 Ośrodka Przechowywania Sprzętu i 60 Ośrodka Szkolno-Remontowego Wojsk Inżynieryjnych został sformowany 1 Pułk Drogowo-Mostowy.
Od 6 maja 1966 roku do 31 grudnia 2007 roku tradycje 7 pułku pontonowego dziedziczył 1 pułk drogowo-mostowy, a od 1 stycznia 2008 roku dziedzictwo tradycji przejął 1 Dębliński batalion drogowo-mostowy.

## Kadra zawodowa
Dowódcy pułku:
- płk Juliusz Okuniewski (1954-1957)
- płk Józef Dyrynda (1956 - 1961)
- płk Stanisław Padlewski (1960-1963)
- płk Feliks Jackiewicz (1964-1966)
- płk Stanisław Padlewski (1965-1970)
- płk Stanisław Stacholec (1974-1977)
- płk Henryk Tacik (1979-1982)
- płk Ryszard Szpak (1981-1995[11])
- pontonowej i dowódca batalionu pontonowego (1974-1976)[11].